# Chimay (Yaxcabá)
Cimay es una localidad del municipio de Yaxcabá en Yucatán, México.

## Toponimia
El nombre (Chimay) significa en idioma maya árbol de tepame (Vachellia pennatula) y es también un patronímico.

## Hechos históricos
- En 1970 cambia su nombre de Chimoy a Chimay.

## Demografía
Según el censo de 2005 realizado por el INEGI, la población de la localidad era de 96 habitantes, de los cuales 51 eran hombres y 45 mujeres.
| 82                          | 0 | 69 | 85 | 67 | 95 | 96 |
| (Fuente: INEGI [Consultar]) |   |    |    |    |    |    |